# Autochloris proterva
Autochloris proterva là một loài bướm đêm thuộc phân họ Arctiinae, họ Erebidae.